# Фріц Клімш
Фріц Клімш (нім. Fritz Klimsch; 10 лютого 1870, Франкфурт-на-Майні — 30 березня 1960, Фрайбург-ім-Брайсгау) — німецький скульптор.

## Біографія
Клімш навчався у Королівській академічній вищій школі образотворчих мистецтв у Берліні та у Фріца Шапера. У 1898 році разом з Вальтером Лейстіковим та Максом Ліберманом він був співзасновником Берлінського сецесіону. З 1912 Клімт був членом Прусської академії мистецтв, а з і 1916 - її сенатором. З 1921 до виходу на пенсію в 1935 Клімш був професором Об'єднаних державних шкіл Берліна.
Клімш отримав визнання в епоху націонал-соціалізму у Німеччині. На виставці у новому мюнхенському Будинку мистецтва було представлено його 21 твір. Клімш прославився скульптурними бюстами Еріха Людендорфа, Вільгельма Фріка та Адольфа Гітлера, а й Маріанни Хоппе. У своєму щоденнику Йозеф Геббельс назвав Клімша «зрілим зі скульпторів, генієм у тому, як він поводиться з мармуром». У 1944 році Гітлер включив Клімша до свого особливого списку з 12 найталановитіших художників.
Незадовго до своєї смерті у 1960 році Клімш був нагороджений орденом "За заслуги перед Федеративною Республікою Німеччина".
Ранні роботи Клімша виконані в дусі югендстилю, пізніше Клімш звернувся переважно до класичних форм і здобув популярність завдяки своїм скульптурним портретам жіночої оголеної натури. Ця прихильність до класичних форм пізніше привернула до себе увагу націонал-соціалістів і забезпечила пік художньої кар'єри Клімша наприкінці 1930-х років.